# Yoshino-Sakuzō-Preis
Der Yoshino-Sakuzō-Preis (jap. 吉野作造賞, Yoshino Sakuzō Shō) ist ein Wissenschaftspreis, der zwischen 1966 und 1999 vom Verlag Chūōkōron Shinsha zum Gedenken an den Politikwissenschaftler Yoshino Sakuzō (吉野作造) vergeben wurde.
Der Preis wurde unter der Federführung des Verlages und der Zeitung Yomiuri Shimbun 2000 mit dem Yomiuri-Rondan-Shō (読売論壇賞) vereinigt und wird seither unter der Bezeichnung Yomiuri-Yoshino-Sakuzō-Preis fortgesetzt.

## Preisträger
- 1966 – Sakamoto Yoshikazu für Nihon gaikō e no teigen (日本外交への提言) und Etō Shinkichi fur Nihon no anzen hoshōryoku o dō takameru ka (日本の安全保障力をどう高めるか)
- 1967 – Nagai Yōnosuke für Heiwa no daishō (平和の代償)
- 1968 – Hagiwara Nobutoshi für Baba Tatsui (馬場辰猪)
- 1969 – Nagai Michio für Daigaku no kanōsei (大学の可能性)
- 1970 – Irie Akira für Heiwateki hatten shugi to nihon (平和的発展主義と日本) und Miyata Mitsuo für Gendai demokurashī no shisō to kōdō (現代デモクラシーの思想と行動)
- 1971 – Uzawa Hirofumi für Shinkotenha keizaigaku wo koete (新古典派経済学を超えて) und Rōyama Michio[1] für Naze chūgoku o shōnin subeki ka (なぜ中国を承認すべきか)
- 1972 – Matsushita Keiichi für Shimin sanka to sono rekishiteki kanōsei oyobi shimin sanka no sekinin henshū ni taishite (市民参加とその歴史的可能性および市民参加の責任編集に対して)
- 1973 – Murakami Yasusuke für Yameru senshinkoku (病める先進国) und Yamamoto Mitsuru[2] für Nihon fukkō kakushin gaikō no tsugi no kadai (日中復交・革新外交の次の課題) und Keihei Waki[3] für Chishikijin to seiji doitsu 1914-1933 (知識人と政治 ドイツ・1914~1933)
- 1974 – Mitani Taichirō für Taishō demokurashī-ron (大正デモクラシー論)
- 1975 – Miyazaki Isamu für Ningen no kao o shita keizaiseisaku (人間の顔をした経済政策)
- 1976 – Hosoya Chihiro für Jōji sansomu to haisen nihon (ジョージ・サンソムと敗戦日本)
- 1977 – Matsuyama Yukio[4] für Nihon shindan (日本診断)
- 1978 – Kōsaka Masataka für Koten gaikō no seijuku to hōkai (古典外交の成熟と崩壊)
- 1979–1982 die Vergabe wurde ausgesetzt
- 1983 – Nishibe Susumu für Keiza rinrigaku josetsu (経済倫理学序説)
- 1984 – Yamazaki Masakazu für Yawarakai kojinshugi no tanjō (柔らかい個人主義の誕生)
- 1985 – Watanabe Toshio für Seichō no ajia teitai no ajia (成長のアジア 停滞のアジア)
- 1986 – Yano Tōru für Reisen to tōnan-ajia (冷戦と東南アジア)
- 1987 – Sazaki Takeshi für Ima seji ni nani ga kanō ka (いま政治に何が可能か)
- 1988 – Funabashi Yōichi für Tsuka retsuretsu (通貨烈々)
- 1989 – Inoguchi Kuniko für Sensō to heiwa (戦争と平和) und Koseki Shōichi für Shinkempo no tanjō (新憲法の誕生)
- 1990 – Aoki Tamotsu für Nihon bunka-ron no henyō (日本文化論の変容)
- 1991 – Yamauchi Masayuki für Radical history (ラディカル・ヒストリー, radikaru hisutorī) und Kodama Fumio[5] für High Tech gijutsu no paradigm (ハイテク技術のパラダイム, haiteku ~ paradaimu)
- 1992 – Tanaka Naoki[6] für Saigo no jūnen nihonkeizai no kōzō (最後の十年 日本経済の構造)
- 1993 – Noguchi Yukio für Bubble no keizaigaku (バブルの経済学, baburu ~) und Yamamuro Shinichi für Kimera manshūkoku no shōzō (キメラ 満州国の肖像)
- 1994 – Asada Sadao für Ryōtaisenkan no nichibei kankei (両大戦間の日米関係)
- 1995 – nicht vergeben
- 1996 – Kitaoka Shinichi für Jimintō seikentō no 38nen (自民党 政権党の38年)
- 1997 – Ban'no Junji für Kindai nihon no kokka kōzō (近代日本の国家構造) und Mikuriya Takashi für Baba Tsunego no memboku (馬場恒吾の面目)
- 1998 – Iokibe Makoto für Senryōki (占領期)
- 1999 – Yonemoto Shōhei für Chijigaku no susume (知政学のすすめ)